# Burmeisters seriema
Burmeisters seriema  (Chunga burmeisteri) is een vogelsoort uit het monotypische geslacht Chunga uit de familie seriema's (Cariamidae).

## Naamgeving
De naam van de enige soort werd, samen met een beschrijving, in 1860 door Hartlaub gepubliceerd als Dicholophus burmeisteri in de Proceedings of the Zoological Society of London. Dicholophus was de naam van het geslacht waarin toen ook de kuifseriema (Cariama cristata) werd geplaatst. In het epitheton burmeisteri wordt Hermann Burmeister vernoemd, die in Zuid-Amerika de gegevens verzamelde op grond waarvan Hartlaub de soort kon beschrijven. De naam Chunga wordt genoemd als de lokale naam voor de soort.

## Kenmerken
Het is een forse vogel die 70 tot 85 cm lang is en gemiddeld 1,2 kg weegt. De vogel is overwegend grijs van kleur, van boven donkergrijs en van onder bleekgrijs. Hij lijkt sterk op de kuifseriema (Cariama cristata) maar is gemiddeld slanker en kleiner en de kuif valt minder op. De snavel is zwart de vogel heeft grote donkere ogen en donkere poten. Jonge vogels zijn wit gevlekt en hebben horizontale stepen op de borst.

## Verspreiding en leefgebied
De soort komt uitsluitend voor in Zuid-Amerika in Paraguay en Noordwest-Argentinië.
Het leefgebied is droog, halfopen terrein met wat verspreid bos (bossavanne). Burmeisters seriema komt gemiddeld op iets lagere hoogten voor dan de kuifseriema, die overigens in hetzelfde type landschap verkeert.

## Status
De grootte van de populatie is niet gekwantificeerd. Men veronderstelt dat de soort in aantal stabiel is. Om deze redenen staat Burmeisters seriema als niet bedreigd op de Rode Lijst van de IUCN.